# 王秋明
王秋明（1993年1月9日—），是一名中国足球运动员，现效力中国足球超级联赛球队天津津门虎。

## 俱乐部生涯
2013年，王秋明进入中国足球超级联赛球队天津泰达一线队。2013年7月10日，王秋明在2013年中国足协杯第四轮天津泰达0比5不敌辽宁宏运的比赛中替补李本舰出场，上演职业生涯首秀。2014年初，王秋明被租借到天津华瑞德，但最终华瑞德因注册问题无法参加中乙联赛，导致王秋明无球可踢。赛季中段，王秋明补报重回回到天津泰达一线队，并在2014年8月16日对阵广州恒大的比赛第74分钟替补王新欣出场，首次亮相中超联赛。他在比赛最后时刻解围失误间接导致球队被广州恒大绝杀，赛后发出“对不起”的微博道歉。2014年11月2日，他射进职业生涯首球，帮助球队主场3比3战平上海东亚。